# Ricochet (wrestler)
Trevor Dean Mann (*11. října 1988, Alton, Illinois, USA) je americký profesionální wrestler, pracují ve společnosti WWE, v show Raw, kde vystupuje pod jménem Ricochet.
Mimo WWE také působil na různých japonských propagačních akcích, jako je Dragon Gate (DG) a Dragon Gate USA (DGUSA), kde uspořádal turnaje Open the Brave, Dream, Triangle, Twin a Freedom Gate Championships.
Později zápasil pod přezdívkou Prince Puma v americké společnost Lucha Underground, kde se stal vůbec prvním dvojnásobným šampiónem. Mezi lety 2010 až 2018 působil v Pro Wrestling Guerrilla (PWG), kde se stal vítězem Battle of Los Angeles (BOLA) v ročnících 2014 a 2017. Následně pracoval pro společnost Chikara ve Philadelphii v Pensylvánii, kde vystupoval pod maskou jako Helios.
K WWE se oficiálně připojil v roce 2018 a začal si říkat Ricochet. V této roli si nakonec vydobyl reputaci svým wrestlingovým stylem, vyznačujícím se inovativní akrobacií, hbitým pohybem, flexibilitou ve vzduchu a koordinací. Ve svém debutovém zápase porazil Fabiana Aichnera v NXT a později soutěžil v NXT TakeOver: New Orleans o NXT North American Championship, titul ale nakonec vyhrál až o čtyři měsíce později. V únoru roku 2019 se začal objevovat na hlavním rosteru a vystupoval v pořadech Raw a SmackDown. To vedlo k tomu, že se spojil s Aleisterem Blackem, vyhrál čtvrtý ročník Dusty Rhodes Tag Team Classic a bojoval o Raw Tag Team Championship na Fastlane a o SmackDown Tag Team Championship na WrestleManii 35. Poté, co se oficiálně přesunul do hlavního rosteru, vyhrál svůj první titul, a to United States Championship na akci Stomping Grounds. Později vyhrál Intercontinental Championship v epizodě SmackDown v roce 2022, čímž se stal prvním zápasníkem, který držel všechny tři hlavní sekundární tituly WWE. O titul ho připravil Gunther.

## Osobní život
V listopadu roku 2021 oznámil, že je ve vztahu s ringovou hlasatelkou Samanthou Irvin. O ruku ji požádal na začátku roku 2023.
Je fanouškem týmu Philadelphia Eagles.

## Úspěchy
- New Japan Pro-Wrestling
  - IWGP Junior Heavyweight Tag Team Championship (3x) – s Mattem Sydalem (2), a Ryusukem Taguchi (1)
  - NEVER Openweight 6-Man Tag Team Championship (3x) – s Mattem Sydalem a Satoshi Kojimou (1), Davidem Finlayem a Satoshi Kojimou (1), a Hiroshi Tanahashi a Ryusuke Taguchi (1)
- WWE
  - WWE Intercontinental Championship (1x)
  - WWE United States Championship (1x)
  - NXT North American Championship (1x)
  - Dusty Rhodes Tag Team Classic (2019) – s Aleisterem Blackem